# Die Vermissten
Die Vermissten ist ein deutscher Spielfilm von Jan Speckenbach mit dystopischen Zügen aus dem Jahr 2012. Der Kinostart war am 10. Mai 2012.

## Handlung
Der Kernkraftwerksingenieur Lothar (André Hennecke) aus Hannover erfährt von seiner Exfrau Sylvia (Jenny Schily), dass die gemeinsame 14-jährige Tochter Martha verschwunden ist. Seit Jahren hatte er weder zu ihr noch zu seiner Ex-Frau Kontakt.
Es kommt zu einer Belastung der Beziehung Lothars zu seiner jetzigen Partnerin, als diese erfährt, dass er ihr seine Tochter verschwiegen hat. Lothar macht sich auf die Suche nach Martha und stellt fest, dass sie einer Gruppe von Kindern und Jugendlichen namens „Ratten der Lüfte“ angehörte, deren Spuren in ländliche Gegenden führen. In der Stadt war er bei seinen ersten Erkundungen bereits dem 12-jährigen Mädchen Lou (Luzie Ahrens) begegnet, das ebenfalls Mitglied der Gruppe ist und zunächst nur zeitweise herumstreunte. Ihre Eltern und die Eltern eines dauerhaft verschwundenen Jungen begegnen seinen hartnäckigen Erkundungen mit Gleichgültigkeit und Ablehnung. Er trifft nun auf Anzeichen, dass sehr viel mehr Kinder und Jugendliche von zu Hause weggelaufen sind, die Polizei nicht mehr Herr der Lage ist und entflohene Kinder teilweise in Auffanglager gebracht wurden, aber immer wieder entflohen sind. 
Als drei herumstreunende Kinder nachts auf einem Feld in sein Auto einsteigen, stellt er fest, dass eins der Kinder Martha ist. Am nächsten Morgen sind die Kinder verschwunden und haben alles für ihr Landstreicherleben Verwertbare gestohlen, seinen Ausweis aber zurückgelassen. Lothar irrt nun ohne sein im Schlamm festgefahrenes Auto über das Land und leidet unter Hunger, Kälte, Nässe und Schmutz. Er stiehlt bereits Nahrung, kann sich aber durch einen hilfsbereiten Busfahrer wieder in eine Stadt retten und Geld bei einer Bank abheben. Wieder auf dem Land, trifft er Lou wieder und begleitet sie. In einem ländlichen Gasthof trifft er eine Mutter, die ebenfalls auf der Suche nach ihrem Kind ist, offenbart sich ihr aber nicht. Eine Bürgerwehr älterer Männer durchstreift eine verlassen wirkende, ländliche Wohngegend, in der sich viele herumstreunende Kinder aufhalten, die sich sofort vor der Bürgerwehr verstecken. Als die Bürgerwehr Lothar und Lou kontrollieren will, wehren sie sich, worauf Lou von der Bürgerwehr schwer verletzt wird. Da ihr niemand Hilfe leistet, stirbt sie an ihren Verletzungen. Die Kinder kommen wieder hervor und ziehen weiter. Lothar sieht unter den Kindern erneut seine Tochter und bleibt verstört zurück. Der Film bricht ab.

## Wiederkehrende Elemente
Tauben, die auch „Ratten der Lüfte“ genannt werden, tauchen wiederholt im Film auf. Lothar fängt eine Brieftaube und entnimmt ihr einen Zettel, später sucht er bei einer toten Taube vergebens nach einer Botschaft.
Glasscheiben sind ein weiteres wiederkehrendes Symbol des Films. Häufig betrachtet Lothar das Geschehen durch Glasscheiben. Diese werden mehrfach von Steinwürfen durchschlagen. Am Anfang des Films fliegt eine Taube gegen eine Glasscheibe, vor der Lothar steht.

## Kritik
Ralf Schenk schreibt in der Berliner Zeitung: „[...] wenn es in der Berlinale-Sektion Perspektive Deutsches Kino eine Arbeit gibt, die ein Versprechen auf Künftiges ist, dann wohl vor allem diese. [...] Fast wortlos durchstreift der Film das surrealistische Gefilde eines Universums, in dem sich die Kinder von den Erwachsenen separiert haben und die Väter, zu Bürgerwehren vereint, ihnen auflauern und sie töten, als ob sie sie nicht schon durch das tradierte Leben fast getötet hätten. Man kann manches an diesen ‚Vermissten‘ aussetzen. Etwa dass der Film die Spaltung der Welt in Arm und Reich und die daraus resultierenden Zusammenstöße zu einem Konflikt zwischen Eltern und Kindern verengt. [... Jan Speckenbach] beweist seine Kunst, zu einer verunsichernden Gesellschaftsvision vorzustoßen, in einer kühlen, klaren Form, die das junge deutsche Kino stilistisch bereichert und atmosphärisch belebt.“

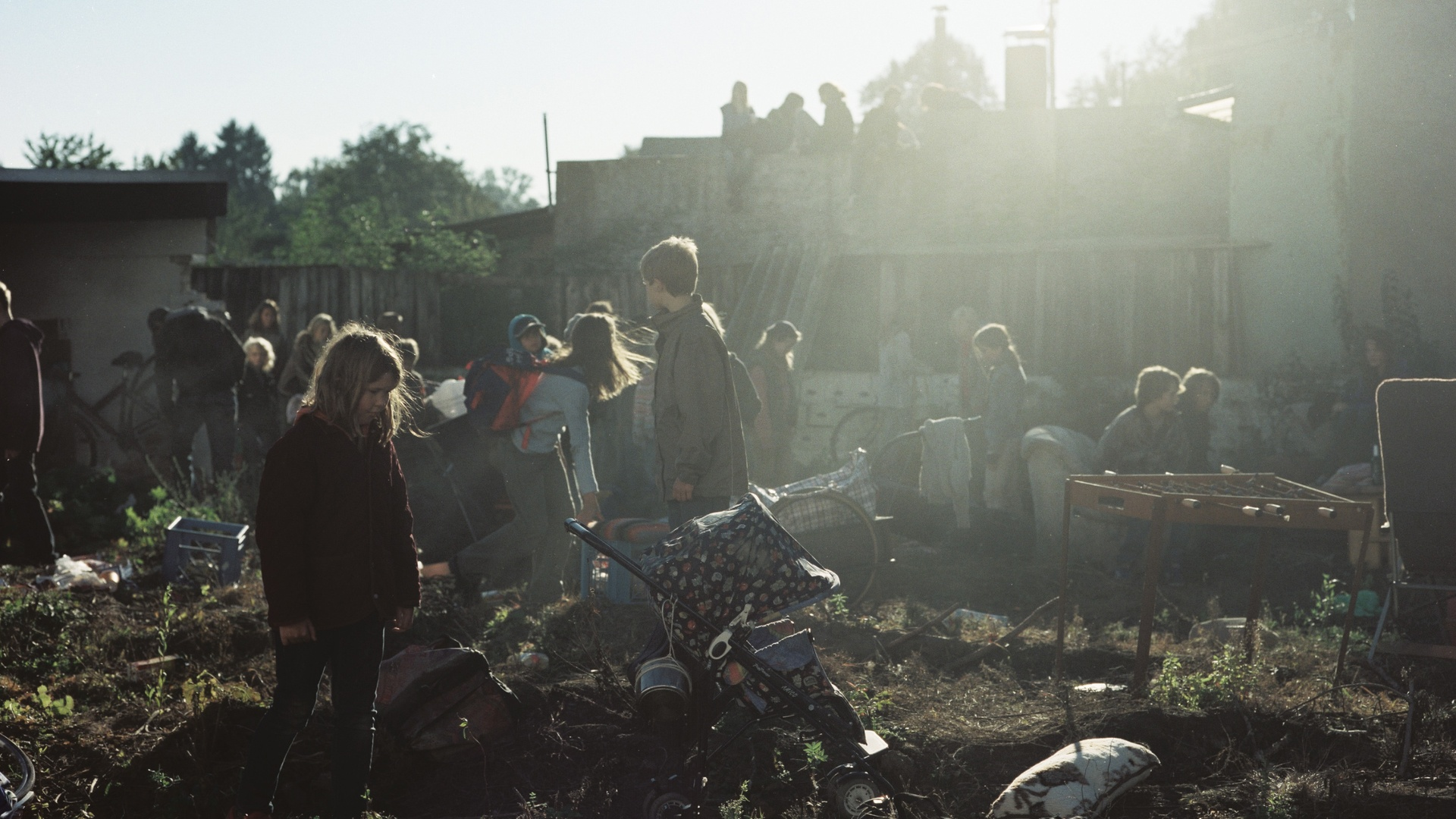
Die Vermissten. Kinder sammeln sich, bevor sie wegziehen.

Kino.de sah eine „stilisierte, minimalistische und eindringliche Gesellschaftsparabel“.

## Auszeichnungen
Die Vermissten wurde 2012 für den Europäischen Filmpreis in der Kategorie „Bester Erstlingsfilm“ nominiert.